# Харимото, Исао
Исао Харимото (яп. 張本 勲 Харимото Исао,  род. 19 июня 1940 года, Хиросима, Японская империя), урождённый Чан Хун (кор. 장훈?, 張勳興慜?), также известный как Хари-сан (яп. ハリさん) — японский профессиональный бейсболист корейского происхождения, выступавший на позиции аутфилдера. Обладатель рекорда НПБ по количеству хитов (3085). Чемпион Японской серии 1962 года. В 1990 году был включён в Зал славы бейсбола.

## Биография

### Ранние годы
Чан Хун родился 19 июня 1940 года в семье Чан Сан Чжон и Пак Сун Бун из Кёнсан-Намдо. Чан-старший занимался продажей металлолома, когда полуостров находился под японским колониальным владычеством, поэтому незадолго до рождения сына с женой и другими членами своей семьи переехал в Хиросиму к брату. В то время Хиросима была важной базой как Императорской армии, так и Императорского флота, поэтому корейские семьи в ней подвергались насилию и дискриминации. Семья Харимото не была исключением: им пришлось ютиться в однокомнатной хижине с жестяной крышей.
В четырёхлетнем возрасте Чан-младший вместе с другом пёк на берегу реки картофель, когда проезжавший мимо грузовик чуть не сбил мальчика. Он потерял равновесие и его правая рука попала в огонь и серьёзно обгорела: средний палец, безымянный палец и мизинец практически перестали двигаться, а последние два вовсе слиплись в одно целое.
Во время бомбардировки Хиросимы находился в 2,3 километрах от эпицентра и смог пережить катастрофу благодаря матери, которая загородила его от летящих осколков. Исао был единственным японским профессиональным бейсболистом, выжившим после атомной бомбардировки. Его старшая сестра, 12-летняя Чан Джом Джа, 6 августа находилась на общественных работах по строительству противопожарной полосы и спустя несколько дней скончалась от полученных ожогов. Отец Чана после окончания войны вернулся на родину и планировал перевезти туда семью, но внезапно умер после того, как рыбья кость пронзила его пищевод. Его мать зарабатывала на пропитание, продавая хорумон-яки и нелегальный алкоголь.
Трудное детство способствовало тому, что Чан вырос задирой. Отвечая силой на издевательства из-за своего корейского происхождения, он сперва дрался с учениками школы, а затем с хулиганами на улице. Однажды он чуть не убил одного из них, поскольку тот обманул его сестру. Позже стал тесно общаться с якудза. По словам Исао, если бы не бейсбол и он остался в Хиросиме, то стал бы одним из них.
Изначально Чан планировал заниматься плаванием, но поскольку в его школе не было бассейна, начал играть в бейсбол в пятом классе начальной школы. Пальцы его правой руки были согнуты таким образом, что между возможно было зажать ими бейсбольную биту, но не бросать ими мяч, поэтому Чан чаще оперировал левой рукой, а также отбивал слева. В 1950 году в Хиросиме была основана первая профессиональная бейсбольная команда — «Хиросима Карп». На мальчика особо произвели впечатление Тэцухару Каваками и Нобору Аота, а увидев однажды в гостинице трапезу игроков «Ёмиури Джайентс», состоявшую из белого риса и стейков, росший в бедности Чан решил стать профессиональным бейсболистом.
Планировал принять участие в Летнем Косиэн, но обе старшие школы, в команды которых мог войти молодой игрок, отказали ему из-за его поведения. Тем не менее, уже в 1957 году менеджер «Джайентс» Сигэру Мидзухара предложил Харимото присоединиться к команде в качестве питчера-левши, но тот отказался, решив получить образование. В конечном итоге поступил в старшую школу Намисо, и на третьем году обучения бейсбольная команда школы попала на Косиэн, но один из тренеров, по мнению Харимото, ненавидел корейцев, из-за чего тот не принял участие в турнире.

### Профессиональная карьера
В 1959 году перед Харимото стоял выбор: присоединиться к команде Тихоокеанской лиги «Тоэй Флайерс», подписав контракт на два миллиона йен, или к команде Центральной лиги «Тюнити Дрэгонс», получив контракт на шесть миллионов йен. Молодой игрок предпочёл большому контракту переезд в Токио, хотя и не знал, что в то время Цэ Лига была популярнее Па Лиги. Один миллион он отдал своему старшему брату на постройку дома для всей семьи Харимото.
В дебютном же сезоне стал важным игроком команды, проведя 125 игр, выбив 115 хитов, 57 RBI и 13 хоум-ранов, набрав 48 ранов и украв 10 баз, а также был признан новичком года. Исао был опасным нападающим, сочетавшим в себе силу и скорость. Ему удалось сильно развить свои бэттерские навыки под руководством Кендзиро Мацуки, которого Харимото впоследствии называл своим «великим благодетелем».
В следующем сезоне он получил свой первый вызов на Матч всех звёзд НПБ и впервые был удостоен награды Лучшая девятка. В сезоне 1961 впервые выбил больше 150 хитов за сезон (159) и впервые стал лидером Па Лиги по отбиванию (33,6%). В следующем году впервые украл более 20 баз (23), а также привёл команду к первой в её истории победе в сначала Тихоокеанской лиге, а затем и в Японской серии. Кроме того, в своём втором Матче всех звёзд, на который пригласил всю семью, был назван самым ценным игроком.
В сезоне 1963 установил карьерный рекорд по количеству украденных баз (41) и количеству сыгранных игр (150), в сезоне 1970 — по количеству хоум-ранов (34), количеству RBI (100) и проценту отбивания (38,3), в сезоне 1972 — по количеству ранов (93), в сезоне 1973 — по количеству уоков (93). Во второй половине этого сезона по просьбе менеджера Масаюки Добаси также стал главным тренером команды и тренером по отбиванию (сложил с себя эти полномочия, когда после продажи команды Nippon Ham Добаси покинул её).
В октябре 1974 года президент «Файтерс» Осаму Михара попытался обменять Харимото в «Тайё Уэйлс» на Дайсуке Ямаситу, однако аутфилд команды состоял из леворуких бэттеров, поэтому сделка не состоялась. Также в том же месяце Михара предложил Харимото «Джайентс», но переход также не состоялся. В том сезоне установил рекорд команды по количеству выбитых хитов подряд (9).
К 1975 году противоречия между президентом Михарой и Исао достигли своего пика. Второй, благодаря своему корейскому происхождению и хулиганскому прошлому, сблизился с Хисаюки Матии, лидером синдиката якудза Тосэй-кай. В японском бейсболе ещё были свежи воспоминания о скандале «Чёрный туман», из-за чего любые контакты с якудза были нежелательны. В итоге Михара заявил, что «Харимото — это раковая опухоль в мире бейсбола». Харимото не мог сопротивляться давлению со стороны руководства, поскольку Добаси сменил зять Михары Футоси Наканиси, из-за чего запросил обмен. Михара был давним фанатом «Джайентс», а менеджер «Ёмиури» Сигэо Нагасима желал иметь хорошего бьющего в линейке за Садахару О. 26 ноября 1975 года Исао был обменян на Кадзуми Такахаси и Томиту Кацу.
В дебютном сезоне за «Ёмиури» он установил рекорд по хитам за сезон (182). 10 июня в матче против «Хансин Тайгерс» достиг отметки в 2500 хитов. С командой дважды подряд выходил в Японскую серию, где оба раза уступил «Ханкю Брэйвз». 3 сентября 1977 года в игре с «Якульт Суоллоуз» выбил хоум-ран, доведя количество своих RBI до 1500. В той же игре О выбил свой 756-й хоум-ран, установив мировой рекорд. В сезоне 1979 пропустил около 40 игр из-за проблем с левым глазом, сыграв всего 77 матчей.
5 января 1980 года по просьбе Сигемицу Такэо и желая достичь отметки в 3000 хитов перешёл в «Лотте Орионс». с которыми дважды выходил в плей-офф, но ни разу не достиг финала. 28 мая в игре с «Ханкю Брэйвз» против Ямагути Такаси выбил хоум-ран, ставший его 3000-м хитом, что сделало Исао первым японским бейсболистом, которому покорилась эта цифра. 28 сентября в первом матче дабл-хедера против «Кинтэцу Баффало» он стал третьим игроком в истории японского бейсбола, который выбил 500 хоум-ранов.
выбит
Закончил карьеру в 1981 году с 3085 хитами (рекорд НПБ), 504 хоум-ранами (седьмой среди японских игроков) и 319 украденными базами. Кроме Харимото выбить 3000 хитов, 500 хоум-ранов и украсть 300 баз удавалось лишь Уилли Мейсу и Алексу Родригесу. Он также является рекордсменом НПБ по количеству сезонов с процентом отбивания 30,0 за сезон (16) и самой длинной серией сезонов с процентом отбивания 30,0 (9). В 2009 году рекорд Исао по хитам среди японцев побил Итиро Судзуки, выбивший 4367 хитов за карьеру (в НПБ только 1278).
Несмотря на свои высокие достижения, Харимото отмечал, что никогда не был счастлив: «Всё было грустно и болезненно. Я думал 100 или 200 раз, что хотел бы поехать в страну, где нет бейсбола. Всё, о чем я думаю, это бейсбол, с утра до вечера. Я выходил на биту более 10 000 раз, и я ни разу не чувствовал себя счастливым».

### Дальнейшая жизнь
Сразу после выхода на пенсию несколько раз приглашался на пост тренера или менеджера «Лотте», но каждый раз отказывался. Впервые занялся тренерской деятельностью только в 1992 году, став временным тренером в осеннем тренировочном лагере «Дрэгонс» на Окинаве. В следующем году во время весенних тренировочных сборов стал временным тренером по отбиванию «Джайентс», работал над стилем Хидеки Мацуи.
В 1982 году начал работать бейсбольным комментатором на TBS TV и TBS Radio, а с 2000 года появлялся в новостной программе Sunday Morning в рамках спортивного раздела Goikenban. Прекратил комментаторскую деятельность в 2006 году, но до сих пор указывается TBS как комментатор. 28 ноября 2021 года объявил об уходе с телеканала на пенсию.
Харимото внёс значительный вклад в развитие профессионального бейсбола в Южной Корее, при его поддержке была основана КБО Лига. С 1982 по 2005 годы занимал должность специального помощника комиссара Корейской бейсбольной организации. В 2007 году был награжден южнокорейским орденом Отважного тигра (кор. 국민훈장 맹호장), став единственным японским спортсменом, удостоенным такой чести. Харимото так говорил о своей деятельности: «Для меня японский профессиональный бейсбол — это мой „приемный родитель“, и наоборот, для корейского профессионального бейсбола я — „творец“».
Весной 2024 года перенёс операцию на спине, из-за чего потерял в мышечной массе и стал вынужден пользоваться тростью, однако, по словам Исао, у него нет серьёзной болезни. 24 мая совершил церемониальный первый бросок на игре в честь 90-летия «Ёмиури Джайентс».